# NGC 4731A
NGC 4731A је галаксија у сазвежђу Девица која се налази на NGC листи објеката дубоког неба.
Деклинација објекта је - 6° 33' 35" а ректасцензија 12h 51m 13,1s. Привидна величина (магнитуда) објекта NGC 4731 износи 11,8 а фотографска магнитуда 12,4. NGC 4731A је још познат и под ознакама MCG -1-33-27, PGC 43526.